# Aldeávila de Revilla
Aldeávila de Revilla es un despoblado español del municipio de Buenamadre, perteneciente a la provincia de Salamanca, en la comunidad autónoma de Castilla y León.

## Toponimia
El lugar puede aparecer referido como «Aldeávila de Revilla» y «Aldeadávila de Revilla».

## Historia
Hacia mediados del siglo XIX, el lugar, por entonces perteneciente a San Muñoz, tenía contabilizada una población de diecisiete habitantes. Aparece descrito en el primer volumen del Diccionario geográfico-estadístico-histórico de España y sus posesiones de Ultramar de Pascual Madoz con las siguientes palabras:

ALDEADAVILA DE REVILLA: l. agregado al ayunt. de Munoz (V.), en la prov. de Salamanca, part. jud. de Ciudad-Rodrigo: sit. en un alto cerca del r. Huebra, que corre por su térm. de E. á S., y en el mismo hácia el O., se le une el r. Castro: en el ángulo de la confluencia de ambos, estuvo la ant. pobl. de Revilla, hoy desp., pero que siempre formó un solo térm. con Aldeadávila, llamándose con los dos nombres unidos. Su terreno ocupa 1/2 leg. de E. á O., 3/4 de N. á S., y 2 1/2 de circunferencia; linda por E. con térm. de Ardonsillero y con el de Vilves, que antes se llamó Peroluengo, S. con el de Mercadillo, O. los de Buena-madre y Pelarrodriguez, y N. con los de Casasola y Garcirey; y comprende 2,025 fan. de terrazgo, de tres clases, que se labra á tres hojas, y una deh. poblada de encinas. Sobre el r. Huebra hay un molino llamado de Abajo, con dos ruedas: pobl.: 4 vec., 17 alm. Riqueza terr. prod.: 549,450 rs.: imp. 27.472 rs.
(Madoz, 1845, p. 489)

En la actualidad, pertenece al municipio de Buenamadre. En 2023, la entidad singular de población no tenía empadronado ningún habitante.